# Wired
Wired («Підключений») — щомісячний журнал, що видається у Сан-Франциско (США).

## Короткий опис
Журнал публікує матеріали про вплив комп'ютерних технологій на культуру, економіку та політику.
Одним з початкових фінансових інвесторів журналу був Ніколас Негропонте. З 1993 по 1998 рік він вів постійну колонку «Move bits, not atoms».
Випускається з січня 1993 року. У 1998—2006 роках у «Wired» і сайту «Wired News» (wired.com) були різні власники, проте наразі wired.com є онлайн-версією журналу.
«Wired» є міжнародним виданням, який має такі регіональні версії: Wired UK, Wired Italia, Wired Japan та Wired Germany (з вересня 2011).